# Cerodontha delectabilis
Cerodontha delectabilis este o specie de muște din genul Cerodontha, familia Agromyzidae, descrisă de Spencer în anul 1977. Conform Catalogue of Life specia Cerodontha delectabilis nu are subspecii cunoscute.